# Жонке, Робер
Робе́р Жонке́ (фр. Robert Jonquet; 3 мая 1925, Париж — 18 декабря 2008, Реймс) — французский футболист и тренер. Многие годы играл и был капитаном клуба «Реймс», 12 лет выступал за сборную Франции, в 6-ти матчах которую выводил на поле в качестве капитана. Он считался одним из лучших центральных защитников своего времени. Имел прозвище «Герой Хайбери», которое получил за свою игру после матча в Лондоне со сборной Англии. Жонке был участником двух чемпионатов мира. Именем Жонке названа трибуна стадиона клуба «Реймс».

## Карьера
Робер Жонке в юности играл за клубы «Робинсон» и «СС Вольтер» из Шатне-Малабри, но в годы войны базировавшийся в Париже. С 1942 года Жонке играл за «Реймс», сначала за молодёжный состав, а затем, с 1945 года за основную команду клуба. Весной 1947 года Жонке был вызван в сборную Франции, где дебютировал в матче с Италией. Несмотря на небольшой, для центрального защитника, рост и вес, Жонке во всех своих командах с успехом играл на позиции либеро с номером 5 на спине, успешно «подчищая» ошибки партнёров. В 1949 году Жонке выиграл с клубом свой первый чемпионат Франции, а на следующий год Кубок Франции. В 1953 году Жонке выиграл свой второй титул чемпиона страны, а также победил в Латинском Кубке. Год спустя Жонке участвовал со сборной в финальном турнире чемпионата мира, но там французы не смогли выйти из группы.
В 1955 году Жонке выиграл свой третий чемпионат Франции, а также достиг финала Латинского Кубка. В 1956 году «Реймс» достиг финала Кубка европейских чемпионов, но проиграл в нём «Реалу» со счётом 3:4. В 1958 году Реймс выиграл сразу три турнира — чемпионат, Кубок и Суперкубок Франции, а также играл на чемпионате мира, где Франция выиграла бронзовые медали, а сам Жонке 5 из 6-ти матчей был капитаном команды. В матче за «бронзу» он не участвовал из-за травмы, полученной в полуфинале с Бразилией. Эту травму он получил на 35-й минуте игры в столкновении с Вава, в перерыве врач команды ввёл ему через шприц новокаин, и Жонке провёл оставшееся время игры. После матча осмотр показал, что француз сломал малую берцовую кость. Он возвратился на поле спустя 5 месяцев. Летом 1960 года Жонке после чемпионата Европы, где провёл в матче с Чехословакией последний матч в составе сборной, ушёл из «Реймса» и перешёл в клуб «Страсбур», выступавший во втором дивизионе и помог клубу выйти в Лигу 1. В 1962 году он провёл ещё несколько матчей, как игрок, хотя уже возглавил «Страсбур» в качестве тренера клуба.
После трёхлетней работы в «Страсбуре», Жонке тренировал свой бывший клуб «Реймс», который с ним вышел из второго дивизиона в Лигу 1, но затем вылетел обратно. Затем работал с командами «Ромийи», «Расинг» Эперне и «Шалон-ан-Шампань» в Лиге 3. Завершил тренерскую карьеру в родном «Реймсе», где тренировал с сентября 1980 по август 1981 года. 5 декабря 2008 года был отремонтирован стадион «Реймса», одна из трибун была названа именем Жонке, который присутствовал на мероприятии, а через две недели, 18 декабря, он скончался.

## Достижения
- Чемпион Франции: 1949, 1953, 1955, 1958, 1960
- Обладатель Кубка Франции: 1950, 1958
- Обладатель Латинского Кубка: 1953
- Обладатель Суперкубка Франции: 1955, 1958, 1960